# Ledong
Ledong, tidigare romaniserat Loktung, är ett autonomt härad för lifolket i Hainan-provinsen i sydligaste Kina.